# Cerere

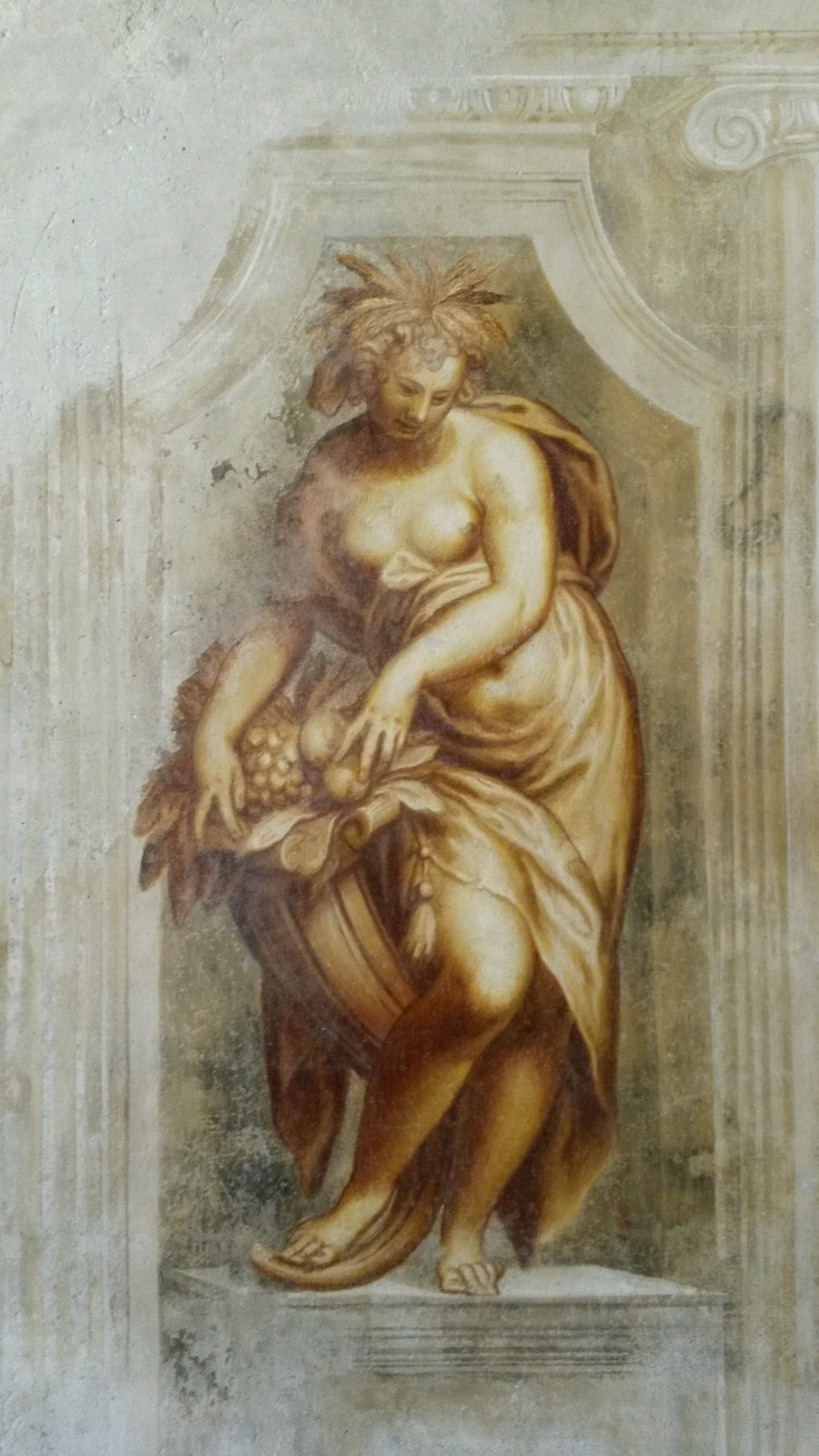
Paolo Farinati, Cerere, 1590 circa, affresco, Villa Nichesola-Conforti, Ponton di Sant'Ambrogio di Valpolicella (Verona).

Nella religione romana Cerere (in latino Ceres, Cereris e in osco: Kerri, Kerres o Kerria) era una divinità materna della terra e della fertilità, nume tutelare dei raccolti, ma anche dea della nascita, poiché tutti i fiori, la frutta e gli esseri viventi erano ritenuti suoi doni, tant'è che si pensava che avesse insegnato agli uomini la coltivazione dei campi. Per questo veniva solitamente rappresentata come una matrona severa e maestosa, ma allo stesso tempo bella e affabile, con una corona di spighe sul capo, una fiaccola in una mano e un canestro ricolmo di grano e di frutta nell'altra. Il flamine cereale presiedeva il suo culto. Sorella di Vesta, Giunone, Plutone, Nettuno e Giove, e figlia di Saturno e Opi. La sua figlia più conosciuta è Proserpina. 
Sebbene il suo culto sia di antica origine italica, è generalmente identificata con la dea greca Demetra.

## Origine e culto

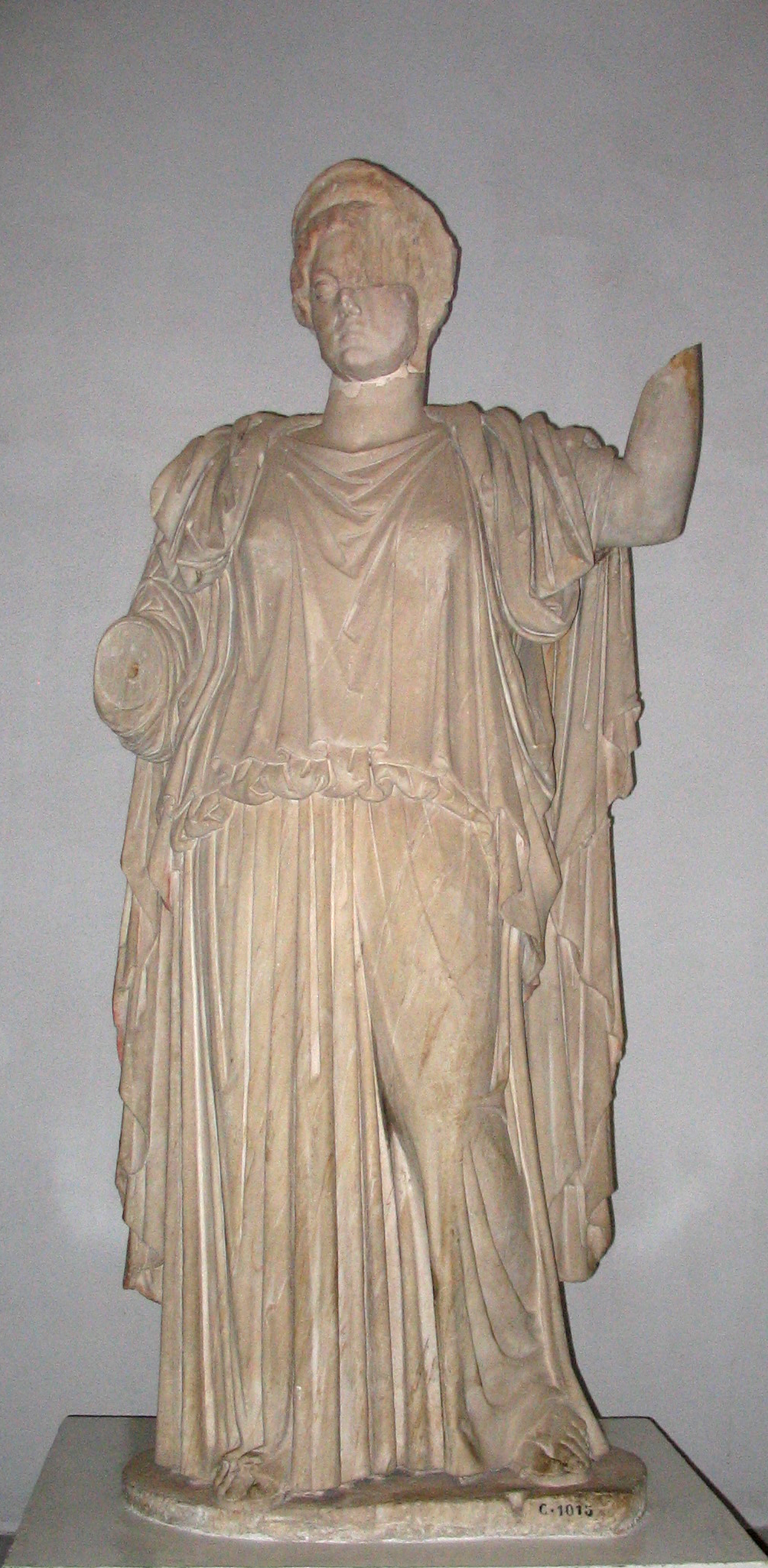
Statua di Cerere contenuta nel Museo nazionale del Bardo, a Tunisi.

Cerere era già presente nel pantheon dei popoli italici preromani, specialmente gli osco umbro sabelli e fu, in seguito, identificata con Demetra. Il suo nome deriva dalla radice indoeuropea *ker e significa "colei che ha in sé il principio della crescita". Il culto di Cerere, cui era preposto un flamen minor, era inizialmente associato a quello delle antiche divinità rustiche di Liber e Libera e presentava delle similitudini con i riti celebrati a Eleusi in onore di Demetra (alla quale venne presto assimilata), Persefone e Iacco (uno dei nomi di Dioniso).
Tale culto è attestato al santuario dei 13 altari di Lavinio grazie al ritrovamento di una lamina metallica sulla quale vi è l'iscrizione Cerere(m) auliquoquibus, interpretata come offerta alla dea di interiora dell'animale sacrificato, bollite in pentola. Un suo santuario a Roma era ai piedi dell'Aventino, fondato nel V secolo a.C. In suo onore si celebravano le "Cerealia", ogni 12 aprile, durante le quali venivano offerti frutta e miele e sacrificati buoi e maiali. Si compivano anche sacrifici per purificare la casa da un lutto familiare. Iscrizioni marmoree rinvenute nell'area archeologica di Civitucola sembrano attestare la presenza di un tempio dedicato al suo culto nell'antica città di Capena.
Dalla sua unione con Giove nacque Proserpina.
Nell'antica Roma era d'uso iniziare le festività, a Cerere - Demetra il 19 aprile, e i ludi ceriales dal 12 al 19 aprile, le medesime festività si celebravano anche in agosto, dalla fine del III secolo a.C., il rituale era "il sacrum anniversarium Cereris", adattamento dei misteri greci Eleusini 
Il primo giorno dedicato alla celebrazione di queste feste era chiamato "Agirmo" ed era il giorno dell’adunanza.

## Associazione con Tellus

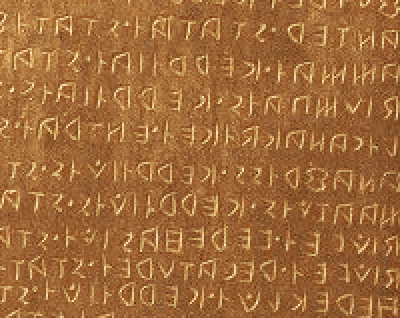
La tavola di Agnone che attesta il culto di Cerere presso i Sanniti.

Cerere è spesso associata alla dea Tellus sia nel culto che nel calendario in quanto Fordicidia (dedicate a Tellus) e Cerialia sono separate da un intervallo di quattro giorni (15 e 19 aprile), intervallo che di solito si riscontra nel caso di feste appartenenti ad uno stesso ciclo. Anche Ovidio associa le due dee chiamandole "madri delle messi" (frugum matres).
Anche in due festività agricole c'è questa associazione tra le due dee, sia nelle Ferie sementive alla fine della semina a gennaio con l'offerta di una scrofa gravida a Tellus e spighe di spelta a Cerere, che nel sacrificio della porca praecidanea all'inizio della raccolta.

## Aspetto infero

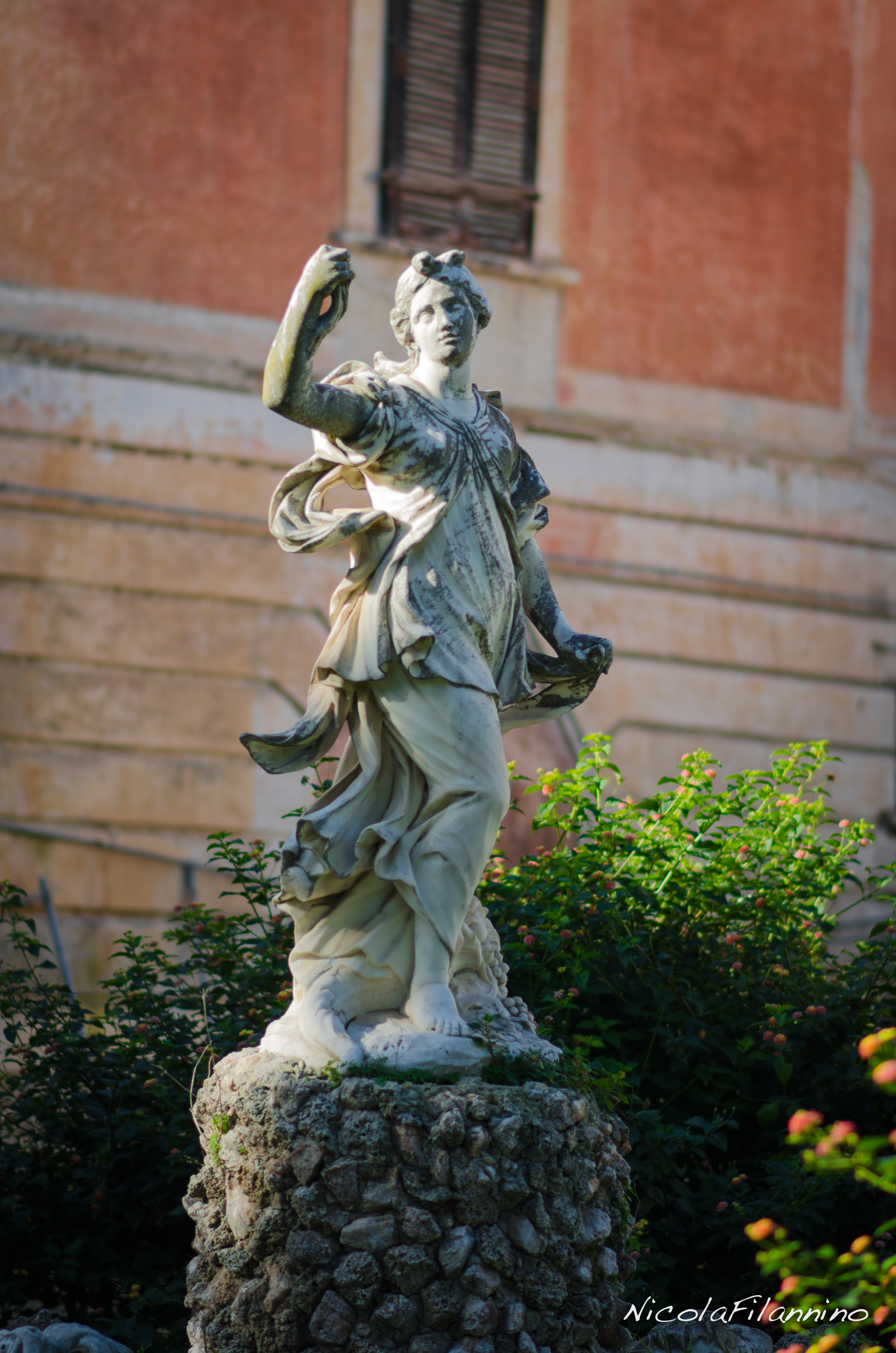
Scultura di Cerere, particolare della fontana omonima nell'atrio di Villa Bonelli a Barletta.

Cerere è legata anche al mondo dei morti attraverso il Caereris mundus, una fossa che veniva aperta soltanto in tre giorni particolari, il 24 agosto, il 5 ottobre e l'8 novembre. Questi giorni sono dies religiosi, vale a dire che ogni attività pubblica veniva sospesa perché l'apertura della fossa metteva idealmente in comunicazione il mondo dei vivi con quello sotterraneo dei morti. Secondo Festo in quei giorni non si attaccava battaglia con il nemico, non si arruolava l'esercito e non si tenevano i comizi. L'apertura del mundus era un momento delicato e pericoloso, non tanto per paura che i morti uscissero in massa invadendo il mondo dei vivi ma al contrario perché, secondo Macrobio, il mundus avrebbe attratto i vivi nel mondo dei morti, specialmente in occasione di scontri e battaglie.
Un altro riferimento al mondo dei morti sembra essere il termine cerritus che significa "invaso dallo spirito di Cerere". Il termine indica qualcuno che oggi si definirebbe "posseduto" (come il termine analogo larvatus). Secondo Renato Del Ponte questo termine potrebbe rivelare un'antica concezione della dea come mater larvarum ("madre degli spettri"), anche in relazione al fatto che il termine cerritus viene definito da Marziano Capella come vox obsoleta, "termine antiquato" quindi "arcaico".